# 拉维尔欧布瓦-莱迪济
拉维尔欧布瓦-莱迪济（法語：La Ville-aux-Bois-lès-Dizy，法語發音：[la vil o bwa lɛ dizi]，意为“迪济附近的拉维尔欧布瓦”）是法国上法兰西大区埃纳省的一个市镇，位于该省东部偏北，属于拉昂区。该市镇2009年时的人口为207人。

## 人口
拉维尔欧布瓦-莱迪济人口变化图示
| 数据来源：INSEE |